# Villars-Tiercelin
Pour les articles homonymes, voir Villars et Tiercelin.
Villars-Tiercelin est une ancienne commune et localité suisse du canton de Vaud, située sur le territoire de Jorat-Menthue.

## Histoire
Villars-Tiercelin est mentionné sous le nom de Vilar Ticelin vers 1215. Au Moyen Âge, le village fit partie de la châtellenie de Dommartin. Le chapitre cathédral de Lausanne y possédait la dîme. De 1536 à 1798, Villars-Tiercelin dépendait du mandement de Dommartin (bailliage de Lausanne) et Berne y détenait la juridiction, le fief et la dîme. La communauté des habitants gérait les affaires communales. Le village fit partie du district d'Échallens de 1798 à 2006.
Ayant relevé des paroisses de Dommartin, puis de Peney-le-Jorat (1794), Villars-Tiercelin appartient à celle de la Haute-Menthue depuis 2000. Essentiellement voué à l'agriculture, qui fournissait encore 75 % des emplois en 1965, Villars-Tiercelin a vu sa structure économique se modifier considérablement (40 % des emplois dans le secteur primaire en 2005). Englobé dans l'agglomération lausannoise en 1980, le village connaît un développement résidentiel soutenu. Le territoire communal a été remanié en 1953.
Le 1er juillet 2011, Villars-Tiercelin a fusionné avec les communes de Montaubion-Chardonney, Peney-le-Jorat, Sottens et Villars-Mendraz pour former la nouvelle commune de Jorat-Menthue.

## Patrimoine bâti
Temple. Église réformée élevée en 1793-1795 par les maçons Pierre-François et Pierre-David Viret. Elle est une copie réduite du temple de Dommartin et a elle-même servi de modèle au temple de Maracon.      

## Syndics de Villars-Tiercelin
- 1893-1921 : Héli Dufour.

## Démographie
Villars-Tiercelin compte 151 habitants en 1764, 171 en 1798, 271 en 1850, 248 en 1900, 216 en 1950, 152 en 1970 et 343 en 2000.